# Soccer mom
L'espressione soccer mom (ingl. mamma del calcio o da calcio) è un'espressione idiomatica e stereotipata che genericamente identifica una donna bianca nordamericana, appartenente al ceto medio suburbano, impegnata per la maggior parte del tempo a seguire i figli nelle loro attività sportive extrascolastiche. Benché il termine soccer definisca in Nordamerica il gioco del calcio, i figli di una soccer mom non sono necessariamente impegnati in tale disciplina, potendo l'espressione riferirsi a qualsiasi attività sportiva.
Nel 2012 l'espressione soccer mom venne eletta parola dell'anno dall'American Dialect Society.

## Descrizione
L'espressione soccer mom indica generalmente una donna sposata della classe media sub urbana, con figli in età scolare. Viene solitamente rappresentata dai media come una donna sempre impegnata a guidare una automobile minivan o SUV la quale antepone sempre gli interessi della propria famiglia e soprattutto quelli dei figli, ai propri interessi e propri sogni.
L'espressione letteralmente indica una mamma che da fuori campo, osserva i figli mentre giocano a calcio. È stata inoltre estesa a quelle mamme impegnate alla raccolta di fondi per le squadre sportive dei propri figli. Si ha notizia dell'uso di questa espressione in un giornale già nel 1982, ma essa divenne d'uso molto comune solo dalla seconda metà degli anni '90: il nome iniziò a diventare una categoria sociologica definita durante la campagna per le elezioni presidenziali statunitensi del 1996, per indicare tale caratteristica fascia della popolazione femminile del Paese, divenuta determinante nel processo di votazione.

## Critiche
Con il tempo l'espressione ha assunto una valenza negativa, poiché questo tipo di mamme sono state accusate di forzare i propri figli a seguire troppe attività extrascolastiche, senza far loro godere pienamente l'infanzia, istigando inoltre nei figli una eccessiva competitività nei confronti dei coetanei e spesso traslando nella vita dei propri bambini le proprie aspirazioni, anziché cercare di godere pienamente della propria vita e di realizzarsi autonomamente.